# Жарновець (Сілезьке воєводство)
Жарновець (пол. Żarnowiec) — село в Польщі, у гміні Жарновець Заверцянського повіту Сілезького воєводства.
Населення — 683 особи (2011).
У 1975-1998 роках село належало до Катовицького воєводства.

## Демографія
Демографічна структура станом на 31 березня 2011 року:
|          | Загалом | Допрацездатний вік | Працездатний вік | Постпрацездатний вік |
| -------- | ------- | ------------------ | ---------------- | -------------------- |
| Чоловіки | 342     | 73                 | 231              | 38                   |
| Жінки    | 341     | 70                 | 195              | 76                   |
| Разом    | 683     | 143                | 426              | 114                  |